# 腰带玉螺
腰带玉螺（学名：Natica vitellus）是异足目玉螺科玉螺属的一种。主要分布于马来西亚、印度尼西亚、中国大陆、台湾，常栖息在浅海底常见、潮下带。